# Brăsjljanitsa
Brăsjljanitsa (bulgariska: Бръшляница) är ett distrikt i Bulgarien.   Det ligger i kommunen Obsjtina Pleven och regionen Pleven, i den centrala delen av landet, 150 km nordost om huvudstaden Sofia.